# Puertas de Barcelona

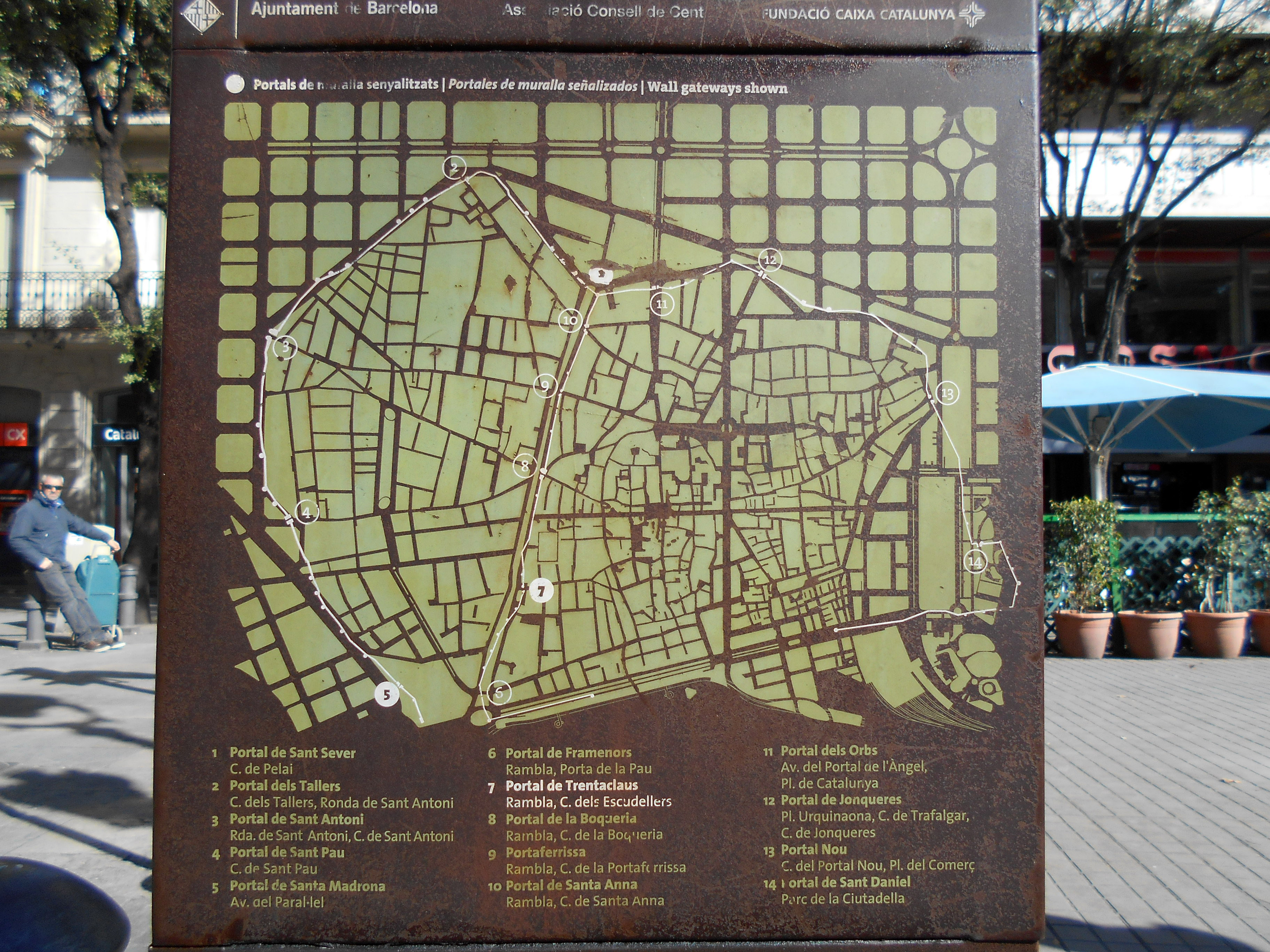
Plano de los portales de Barcelona.

Las puertas que cerraban la ciudad de Barcelona eran:
- Puerta Nueva, llamada así porque se construyó después del sitio de 1714, por baberse derribado la de Santa Clara. Al salir y a la derecha estaba la carretera de la Marina basta Francia y a la izquierda otra que dirige al Vallés, llano de Vich y alta montaña. Esta puerta era hermosa por la parte de afuera pero quedó muy maltratada en el bloqueo de 1843.
- Puerta del Ángel, llamada así por una capilla que había encima dedicada al mismo Santo, que según tradición, se apareció a San Vicente Ferrer cuando entró en Barcelona, cuyo pasaje estaba pintado sobre la misma puerta. Daba salida al hermoso paseo de Gracia, a dicho barrio, San Gervasio, la ermita del Coll y a infinidad de casas de recreo y fábricas que pertenecían a los habitantes de la capital.
- Puerta de Isabel II, construida en 1847. A pesar de que hacía muchos años que estaba proyectada, se debe su realización a los sucesos de 1843 cuando se proyectó derribar las murallas y se derribó el cuartel de Artillería, llamado de los Estudios. Fue abierta para el público el 15 de agosto del mismo año, siendo capitán general el Manuel Pavía, satisfaciendo su coste el Ayuntamiento. Hacía mucho tiempo que la ciudad reclamaba esta mejora, para poder salir al campo desde el paseo de la Rambla hasta que al fin en el referido día se vio realizado lo que tanto se deseaba por la gran comodidad que ofrecía de tener su entrada por la Rambla. Desde que se abrió esta, perdió mucho la del Ángel en cuanto al paso de la gente de a pie, pues por esta última solo pasaban los carruajes.
- Puerta de San Antonio, lleva este nombre por estar junto a la iglesia de San Antonio Abad. Por ella se salía a la carretera de Sarria, a las Corts, Pedralbes y San Pedro Mártir y a la carretera de Madrid que al llegar al puente de Molins de Rey se dividía en dos, la de la derecha hacia Madrid por Lérida y Zaragoza y la de la izquierda subía por Ordal para Tarragona y Valencia.
- Puerta de Sta. Madrona, llamada así por una iglesia del mismo nombre que babia en la montaña de Montjuic. Da salida para las huertas de San Beltrán, la Pedrera, Montjuic y sus fuertes y a la carretera al pie de la Montaña para dirigir a casa Túnez y al establecimiento de la Compañía Agrícola Catalana.
- Puertas de Mar, dirigían al muelle, La Barceloneta, estación del camino de hierro y al cementerio. La fachada de la parte de la Ciudad embellecía la plaza de Palacio. Había dos, una para la entrada y otra para la salida.
- Portillo de Atarazanas. Se situaba junto a un embarcadero. Siendo su objeto el proporcionar a los habitantes de la Barceloneta y a los tripulantes de los buques del Puerto poder trasladarse al centro de la Ciudad sin tener que dar el gran rodeo de pasar por la Puerta del Mar.